# Microsoft PowerPoint
A Microsoft PowerPoint számítógépes prezentáció készítő program, amelyet Robert Gaskin és Dennis Austin készítettek 1987-ben, a Forethought Inc. nevű cégnél. 1987 áprilisában jelent meg eleinte csak Mac számítógépekre. Három hónappal később a Microsoft megvásárolta a PowerPointot 14 millió dollárért. Ezt követően a Microsoft új központot hozott létre a Szilícium-völgyben.
Ezután a Powerpoint a Microsoft Office szoftvercsomag része lett. Először 1989-ben jelent meg Macintoshra, majd 1990-ban Windowsra.
A PowerPoint piaci részesedése eleinte kicsi volt, azonban a 90-es évek óta a prezentációs szoftverek 95%-os piaci részesedését tudhatja magáénak.
Eleinte céges környezetben történő használatra tervezték, cégek csoportos bemutatóinak megjelenítésére, majd egyre többen kezdték használni, például iskolák vagy közösségi szervezetek. A PowerPoint tömeges használata pozitív változásnak számított a társadalomban.
Konkurense, illetve alternatívája a LibreOffice Impress.